# Lucas Borges
Lucas Borges (Buenos Aires, 17 de febrero de 1980) es un exjugador argentino de rugby que se desempeñó como Wing. Fue internacional con los Pumas y fue integrante del seleccionado argentino que salió tercero en la Copa Mundial de Rugby de 2007. En 2011 regresó a su Club Pucará en Buenos Aires luego de una exitosa carrera profesional en Europa.

## Biografía
Debutó en la primera de su club a la edad de 20 años, en 2003 fue convocado a los Pumas para enfrentar a Paraguay y en 2004 fue contratado por el Stade Français donde jugó tres años. Luego de ser contratado anualmente por diversos clubes finalizó su contrato en 2011 con el Sporting Club Albi de Francia en junio, tres meses después comenzaría la Copa Mundial a la que fue convocado. Se retiró de la Selección nacional luego de este evento.

## Participaciones en Copas del Mundo
Lucas Borges jugó su primer Mundial en Francia 2007, fue titular indiscutido demostrando un gran desempeño al igual que el resto del equipo marcando 2 tries ante Georgia en la victoria 33-3 y un try contra Irlanda siendo seguramente el más importante de su carrera para la victoria 30-15 y el pase a cuartos de final, Argentina luego obtendría el tercer puesto. Jugó su último Mundial en Nueva Zelanda 2011 donde fue suplente dando oportunidad a jugadores más jóvenes y no jugó ningún partido. Argentina sería eliminada del mundial por los eventuales campeones del Mundo, los All Blacks, en cuartos de final.
| Mundial                       | Sede          | Resultado        | PJ | Tries |
| ----------------------------- | ------------- | ---------------- | -- | ----- |
| Copa Mundial de Rugby de 2007 | Francia       | Tercer puesto    | 5  | 3     |
| Copa Mundial de Rugby de 2011 | Nueva Zelanda | Cuartos de final | 0  | 0     |